# My Name Is Earl
My Name Is Earl é uma série de sitcom norte-americana, que foi ao ar originalmente pela NBC no período de 20 de setembro de 2005 a 14 de maio de 2009. Em Portugal a série é emitida no canal FX desde Setembro de 2007. E no Brasil a série é emitida no canal Fox Brasil, TBS, TNT, e FX desde Julho de 2006.

## Sinopse
My Name Is Earl era situada no fictício condado de Camden, localizado em algum estado do fuso horário UTC-6. O seriado era estrelado por Jason Lee, Ethan Suplee, Jaime Pressly, Eddie Steeples e Nadine Velazquez. Lee interpreta o personagem-título Earl J. Hickey, um desempregado que sobrevive de pequenos furtos que, após ganhar 100 mil dólares na loteria, perde o bilhete ao ser atropelado por um carro. No hospital, Earl vê um programa do apresentador de televisão Carson Daly no qual o tema era karma. Com o objetivo de mudar sua vida, Earl decide fazer uma lista contendo todas as coisas ruins que já fez em sua vida até aquele ponto e "repará-las", uma por uma. Assim, Earl acredita que seu karma será também reparado e coisas ruins irão parar de acontecer com ele. Enquanto faz o primeiro item da lista, que é limpar lixo da rua, Earl acha o seu bilhete premiado. Karma é o tema principal da trama, e seu efeito em Earl e nos outros personagens são bem evidentes.

## Personagens
- Earl J. Hickey (Jason Lee) — O protagonista e narrador do programa. Através de flashbacks, vemos como Earl era antes de dar um jeito na sua vida: um desempregado bêbado que não mostrava respeito algum às autoridades e aos outros com quem convivia. Earl se descrevia como sendo o "homem que roubaria qualquer coisa que não estivesse parafusada". Agora Earl segue os princípios do bom karma e evita fazer coisas ruins. Seu nome era para ser o mesmo do seu pai, Carl, mas uma curva extra no "C" cursivo fez com que se tornasse Earl.
- Randy Hickey (Ethan Suplee) - O irmão de Earl que ajuda-o a consertar tudo que fez de errado. Achou inicialmente que, uma vez completa a lista de erros, ele e Earl voltariam a roubar novamente. Apesar de seu baixo intelecto, ele geralmente diz coisas profundas e se provou bastante prestativo para Earl, apesar de que fica ressentido quando a lista de Earl força-o a fazer sacrifícios. Ele é apaixonado por Catalina. Tem fobia de pássaros. Randy também tem medo do chapéu do Papa, mas só porque ele acha que tem uma galinha lá dentro. Também acha que freiras podem voar.
- Joy Turner (sobrenome de solteira: Darville) (Jaime Pressly) — A ex-esposa de Earl, atual esposa de Darnell e mãe de Dodge e Earl Jr.;dos quais nenhum é filho  biológico de Earl. Ela trabalha como manicure em sua casa (que é um trailer). Apesar de se mostrar muito egocêntrica quanto aos outros personagens, ela os admira muito, até mesmo Earl. Joy também é uma ótima lutadora, o que ela explica pelo fato de ter "assistido muito ao programa de Jerry Springer".
- Darnell "Crabman" Turner (Eddie Steeples) — O novo marido de Joy e o pai de Earl Jr. Apesar da traição de Joy, Darnell e Earl são bons amigos (apesar de raramente fazer algo juntos). Ele trabalha como cozinheiro no restaurante de caranguejo Crab Shack (de onde vem o apelido "Crabman"). Foi revelado que seu verdadeiro nome é Harry Monroe, mas ele o mudou por estar no Programa de Proteção a Testemunha do FBI. Darnell parece ser o personagem mais inteligente do seriado, mas os outros geralmente o ignoram quando ele fala algo. Ele gosta de queijo e tem uma tartaruga chamada Sr. Tartaruga como animal de estimação.
- Catalina (Nadine Velazquez) — Uma empregada doméstica que trabalha no hotel onde Earl e Randy residem atualmente. Ela é uma imigrante em situação ilegal que entrou nos Estados Unidos em 1 de janeiro de 2000. Ela aprendeu a falar inglês apenas um ano antes da história do seriado começar a ser contada. Ela trabalhou como dançarina no Club Chubby. Ela tem medo de serpentes e de ser estuprada. Sua mãe está morta mas ela não mostra remorso algum: "melhor ela do que eu". Em certa ocasião, Catalina disse que os homens realmente não gostam que outros homens transem com suas mães e foi por isso que seu irmão matou o pai.

## Dublagem

### No Brasil
- Leandro Hassum - Earl
- Márcio Seixas - Randy
- Lina Mendes - Joy
- Mauro Ramos - O Homem do Crab
- Andrea Murucci - Catalina

### Em Portugal
- Renato Godinho - Earl
- João Lagarto - Randy
- Leonar Machado - Joy
- Rui Unas - O Homem do Crab
- Carla de Sá - Catalina

## Episódios

### Primeira temporada (2005-2006)
| #  | Título                       | Data de transmissão nos EUA |
| -- | ---------------------------- | --------------------------- |
| 1  | "Pilot"                      | 20 de setembro de 2005      |
| 2  | "Quit Smoking"               | 27 de setembro de 2005      |
| 3  | "Randy's Touchdown"          | 4 de outubro de 2005        |
| 4  | "Faked My Own Death"         | 11 de outubro de 2005       |
| 5  | "Teacher Earl"               | 18 de outubro de 2005       |
| 6  | "Broke Joy's Fancy Figurine" | 1 de novembro de 2005       |
| 7  | "Stole Beer from a Golfer"   | 8 de novembro de 2005       |
| 8  | "Joy's Wedding"              | 15 de novembro de 2005      |
| 9  | "Cost Dad an Election"       | 22 de novembro de 2005      |
| 10 | "White Lie Christmas"        | 6 de dezembro de 2005       |
| 11 | "Barn Burner"                | 5 de janeiro de 2006        |
| 12 | "O Karma, Where Art Thou?"   | 12 de janeiro de 2006       |
| 13 | "Stole P's HD Cart"          | 19 de janeiro de 2006       |
| 14 | "Monkeys in Space"           | 26 de janeiro de 2006       |
| 15 | "Something to Live For"      | 2 de fevereiro de 2006      |
| 16 | "The Professor"              | 9 de fevereiro de 2006      |
| 17 | "Didn't Pay Taxes"           | 2 de março de 2006          |
| 18 | "Dad's Car"                  | 16 de março de 2006         |
| 19 | "Y2K"                        | 23 de março de 2006         |
| 20 | "Boogeyman"                  | 30 de março de 2006         |
| 21 | "Bounty Hunter"              | 6 de abril de 2006          |
| 22 | "Stole a Badge"              | 27 de abril de 2006         |
| 23 | "BB"                         | 4 de maio de 2006           |
| 24 | "Number One"                 | 11 de maio de 2006          |

### Segunda temporada (2006-2007)
| #  | Título                          | Data de transmissão nos EUA |
| -- | ------------------------------- | --------------------------- |
| 1  | "Very Bad Things"               | 21 de setembro de 2006      |
| 2  | "Jump for Joy"                  | 28 de setembro de 2006      |
| 3  | "Sticks & Stones"               | 5 de outubro de 2006        |
| 4  | "Larceny of a Kitty Cat"        | 12 de outubro de 2006       |
| 5  | "Van Hickey"                    | 19 de outubro de 2006       |
| 6  | "Made a Lady Think I Was God"   | 2 de novembro de 2006       |
| 7  | "Mailbox"                       | 9 de novembro de 2006       |
| 8  | "Robbed a Stoner Blind"         | 16 de novembro de 2006      |
| 9  | "Born a Gamblin' Man"           | 30 de novembro de 2006      |
| 10 | "South of the Border (Parte 1)" | 7 de dezembro de 2006       |
| 11 | "South of the Border (Parte 2)" | 14 de dezembro de 2006      |
| 12 | "Our "Cops" Is On"              | 4 de janeiro de 2007        |
| 13 | "Buried Treasure"               | 11 de janeiro de 2007       |
| 14 | "Kept a Guy Locked in a Truck"  | 18 de janeiro de 2007       |
| 15 | "Foreign Exchange Student"      | 1 de fevereiro de 2007      |
| 16 | "Blow"                          | 8 de fevereiro de 2007      |
| 17 | "The Birthday Party"            | 15 de fevereiro de 2007     |
| 18 | "Guess Who's Coming Out of Joy" | 22 de fevereiro de 2007     |
| 19 | "Harassed a Reporter"           | 12 de abril de 2007         |
| 20 | "Two Balls, Two Strikes"        | 19 de abril de 2007         |
| 21 | "G.E.D."                        | 26 de abril de 2007         |
| 22 | "Get a Real Job"                | 3 de maio de 2007           |
| 23 | "The Trial"                     | 10 de maio de 2007          |

### Terceira temporada (2007-2008)
| #  | Título                                                     | Data de transmissão nos EUA |
| -- | ---------------------------------------------------------- | --------------------------- |
| 1  | "My Name is Inmate 28301-016 (Parte 1)"                    | 27 de setembro de 2007      |
| 2  | "My Name is Inmate 28301-016 (Parte 2)"                    | 27 de setembro de 2007      |
| 3  | "The Gangs of Camden County"                               | 4 de outubro de 2007        |
| 4  | "The Frank Factor"                                         | 11 de outubro de 2007       |
| 5  | "Creative Writing"                                         | 18 de outubro de 2007       |
| 6  | "Frank's Girl"                                             | 25 de outubro de 2007       |
| 7  | "Our Other Cops Is On! (Parte 1)"                          | 1 de novembro de 2007       |
| 8  | "Our Other Cops Is On! (Parte 2)"                          | 1 de novembro de 2007       |
| 9  | "Randy in Charge (…of Our Days and Our Nights)"            | 8 de novembro de 2007       |
| 10 | "Midnight Bun"                                             | 15 de novembro de 2007      |
| 11 | "Burn Victim"                                              | 29 de novembro de 2007      |
| 12 | "Early Release"                                            | 6 de dezembro de 2007       |
| 13 | "Bad Earl"                                                 | 10 de janeiro de 2008       |
| 14 | "I Won't Die with a Little Help from My Friends (Parte 1)" | 3 de abril de 2008          |
| 15 | "I Won't Die with a Little Help from My Friends (Parte 2)" | 3 de abril de 2008          |
| 16 | "Stole a Motorcycle"                                       | 10 de abril de 2008         |
| 17 | "No Heads and a Duffel Bag"                                | 17 de abril de 2008         |
| 18 | "Killerball"                                               | 24 de abril de 2008         |
| 19 | "Love Octagon"                                             | 1 de maio de 2008           |
| 20 | "Girl Earl"                                                | 8 de maio de 2008           |
| 21 | "Camdenites (Parte 1)"                                     | 15 de maio de 2008          |
| 22 | "Camdenites (Parte 2)"                                     | 15 de maio de 2008          |

### Quarta temporada (2008-2009)
| #  | Título                                                           | Data de transmissão nos EUA |
| -- | ---------------------------------------------------------------- | --------------------------- |
| 1  | "The Magic Hour"                                                 | 25 de setembro de 2008      |
| 2  | "Vote For This And I Promise To Do Something Crazy At The Emmys" | 25 de setembro de 2008      |
| 3  | "Joy in a Bubble"                                                | 2 de outubro de 2008        |
| 4  | "Stole an RV"                                                    | 2 de outubro de 2008        |
| 5  | "Sweet Johnny"                                                   | 9 de outubro de 2008        |
| 6  | "We've Got Spirit"                                               | 16 de outubro de 2008       |
| 7  | "Quit Your Snitchin'"                                            | 23 de outubro de 2008       |
| 8  | "Little Bad Voodoo Brother"                                      | 30 de outubro de 2008       |
| 9  | "Sold a Guy a Lemon Car"                                         | 6 de novembro de 2008       |
| 10 | "Earl and Joy's Anniversary"                                     | 13 de novembro de 2008      |
| 11 | "Nature's Game Show"                                             | 20 de novembro de 2008      |
| 12 | "Reading Is a Fundamental Case"                                  | 4 de dezembro de 2008       |
| 13 | "Orphan Earl"                                                    | 11 de dezembro de 2008      |
| 14 | "Got the Babysitter Pregnant"                                    | 8 de janeiro de 2009        |
| 15 | "Darnell Outed (Parte 1)"                                        | 15 de janeiro de 2009       |
| 16 | "Darnell Outed (Parte 2)"                                        | 22 de janeiro de 2009       |
| 17 | "Randy's List Item"                                              | 5 de fevereiro de 2009      |
| 18 | "Friends with Benefits"                                          | 12 de fevereiro de 2009     |
| 19 | "My Name Is Alias"                                               | 15 de fevereiro de 2009     |
| 20 | "Chaz Dalton's Space Academy"                                    | 5 de março de 2009          |
| 21 | "Witch Lady"                                                     | 19 de março de 2009         |
| 22 | "Pinky"                                                          | 26 de março de 2009         |
| 23 | "Bullies"                                                        | 16 de abril de 2009         |
| 24 | "Gospel"                                                         | 23 de abril de 2009         |
| 25 | "Inside Probe (Parte 1)"                                         | 30 de abril de 2009         |
| 26 | "Inside Probe (Parte 2)"                                         | 7 de maio de 2009           |
| 27 | "Dodge's Dad"                                                    | 14 de maio de 2009          |

## Cancelamento e reação
Apesar da quarta temporada ter acabado com a frase "…To Be Continued" ("Continua"), a NBC anunciou o cancelamento do seriado em 19 de maio de 2009. A companhia que produz o seriado, a 20th Century Fox, estaria negociando para que outras emissoras continuassem a veicular o programa, possivelmente a sua própria afiliada, a FOX, ou a ABC, que deu continuidade à transmissão de Scrubs, outro seriado cancelado pela NBC. Os canais a cabo TBS e TNT também mostraram interesse em dar continuidade à transmissão do programa. Entretanto, Ethan Suplee anunciou, via Twitter, que a FOX não se interessou pelo programa, e que a produção deste estava, de fato, "morta".
Apesar disso, alguns dias depois confirmou-se que as negociações entre a 20th Century Fox e a TBS estavam em "estágio preliminar". A TBS decidiria, no prazo de um dia, se iria encomendar a produção de 13 episódios ou não. Dois dias depois, foi revelado que o acordo com a TBS foi impossibilitado devido à incapacidade da emissora em fazer um acordo sem "minar seriamente a integridade artística da série". Em seguida, um porta-voz da 20th Century Fox anunciou que o seriado estava "oficialmente morto".

## Audiência
O episódio de estréia do seriado teve uma audiência média de 14,9 milhões de telespectadores nos Estados Unidos, conseguindo 6,6 pontos. Durante a transmissão do terceiro episódio, os executivos NBC perceberam que My Name is Earl era o seriado de comédia de maior audiência estreando naquela temporada, e então decidiram encomendar à 20th Century Fox uma temporada completa de vinte e quatro episódios. Em seu primeiro mês, a série se tornou a sitcom de estréia de maior sucesso na faixa etária dos 18 aos 49 anos (a mais desejada pelos anunciantes). A média de audiência por episódio na primeira temporada foi de quase onze milhões de telespectadores.
Na segunda temporada, a audiência do programa começou a declinar, apresentando uma média de quase nove milhões de telespectadores por episódio, caindo dezoito posições - de 40º para 58º - no ranking dos programas mais assistidos dos Estados Unidos. No entanto, o seriado era um dos favoritos da crítica e das premiações e acabou sendo renovado para uma terceira temporada. A queda se acentuou na terceira temporada, obtendo o seriado 7,3 milhões de telespectadores por episódio, despencando dezessete posições na lista dos programas mais assistidos. Em sua quarta e última temporada, a audiência do programa caiu ainda mais, obtendo um pouco mais de 6 milhões de telespectadores por episódio. Entretanto, como a televisão aberta estadunidense enfrentou queda acentuada em seus índices de audiência no mesmo período, o programa avançou para a 59ª posição no ranking dos mais assistidos dos Estados Unidos.

### Índices de audiência (EUA)
| Temporada | Período                                   | Ranking | Média de telespectadores (em milhões) |
| --------- | ----------------------------------------- | ------- | ------------------------------------- |
| 1ª        | 20 de setembro de 2005 11 de maio de 2006 | 40º     | 10,9                                  |
| 2ª        | 21 de setembro de 2006 10 de maio de 2007 | 58º     | 8,9                                   |
| 3ª        | 27 de setembro de 2007 15 de maio de 2008 | 75º     | 7,3                                   |
| 4ª        | 25 de setembro de 2008 14 de maio de 2009 | 59º     | 6,1                                   |

## Lançamento em DVD
O criador do programa, Greg Garcia, comentou sobre os planos para lançar o conteúdo do seriado em DVD em fevereiro de 2006. A primeira temporada foi lançada em 19 de setembro de 2006 na Região 1 (Estados Unidos e Canadá)  e em 25 de setembro de 2006 na Região 2 (Reino Unido). A segunda temporada foi lançada em 25 de setembro de 2007 (Região 1) e em 28 de janeiro de 2008 (Região 2). A terceira foi lançada em 30 de setembro de 2008 (Região 1) e em 20 de outubro de 2008 (Região 2). Ainda não se sabe quando as temporadas do seriado serão lançadas na Região 4 (América Latina e Austrália).

## Prêmios e indicações

### Prêmios
Emmy Awards
- 2006: Melhor direção de um seriado cômico – Marc Buckland, pelo episódio "Piloto"
- 2006: Melhor roteiro de um seriado cômico – Greg Garcia, pelo episódio "Piloto"
- 2006: Melhor casting de um seriado cômico – Dava Waite
- 2006: Melhor edição de seriado cômico – Lance Luckey, pelo episódio "Ruined Joy's Wedding"
- 2007: Melhor atriz coadjuvante num seriado cômico – Jaime Pressly

People's Choice Awards
- 2006: Melhor novo seriado cômico

### Indicações
BAFTA TV Awards
- 2007: Melhor programa estrangeiro
- 2008: Melhor programa estrangeiro

Emmy Awards
- 2006: Melhor atriz coadjuvante num seriado cômico – Jaime Pressly
- 2007: Melhor ator convidado num seriado cômico – Beau Bridges
- 2007: Melhor ator convidado num seriado cômico – Giovanni Ribisi
- 2007: Melhor edição de seriado cômico – Lance Luckey, pelo episódio "Guess Who's Coming Out of Joy?"
- 2007: Melhor edição de seriado cômico – William Marrinson, pelo episódio "The Trial"
- 2007: Melhor mixagem de som – C. Darin Knight, David Rawlinson e Peter Kelsey, pelo episódio "Our Cops Is On!"
- 2008: Melhor fotografia – Michael Goi, pelo episódio "Stole a Motorcycle"
- 2009: Melhor atriz convidada num seriado cômico – Betty White
- 2009: Melhor coordenação de cenas de ação – Al Jones, pelo episódio "Bullies"

Globos de Ouro
- 2006: Melhor seriado cômico ou musical
- 2006: Melhor ator num seriado cômico ou musical – Jason Lee
- 2007: Melhor ator num seriado cômico ou musical – Jason Lee
- 2008: Melhor atriz coadjuvante em televisão – Jaime Pressly

People's Choice Awards
- 2008: Melhor seriado cômico
- 2007: Melhor seriado cômico

SAG Awards
- 2006: Melhor ator num seriado cômico – Jason Lee
- 2006: Melhor elenco de um seriado cômico
- 2007: Melhor ator num seriado cômico – Jason Lee
- 2007: Melhor atriz num seriado cômico – Jaime Pressly

Satellite Awards
- 2005: Melhor ator num seriado cômico – Jason Lee
- 2005: Melhor seriado cômico
- 2006: Melhor ator num seriado cômico – Jason Lee
- 2007: Melhor atriz coadjuvante em televisão – Jaime Pressly

## Transmissão
O canal a cabo FX começou a transmitir o programa no Brasil no dia 9 de abril de 2006,o canal TBS passou a exibir a série de forma dublada desde 1 de outubro de 2011. Em Portugal, após ser originalmente transmitido pelo FOX Portugal, passou a ser exibido no FX Portugal.
- África do Sul: M-net
- Argentina: FX
- Austrália: Seven Network
- Brasil: FX, TBS Brasil
- Canadá: Global TV
- Chile: FX e UCV TV
- Estados Unidos: NBC, TBS
- Espanha: LaSexta
- Filipinas: Jack TV
- Irlanda: Channel 6
- Israel: Yes +
- Italia: Itália 1
- Malásia: ntv7
- Noruega: TV3 (Viasat)
- Nova Zelândia: TV3
- Países Baixos: RTL 5
- Portugal: RTP2, FX Portugal
- Reino Unido: Channel 4 e E4
- Suécia:  TV3 (Viasat)
- Suíça: TSR 1
- Turquia: CNBC-e